# Burg Ventspils
Die Burg Ventspils liegt in der gleichnamigen lettischen Stadt, sie ist eine der ältesten und am besten erhaltenen Burgen des Livländischen Ordens. Das gilt nicht nur für den generellen Erhaltungszustand, sondern auch für den Originalzustand der gesamten Anlage. In seiner mehr als 700-jährigen Geschichte, diente die Burg nicht nur als Befestigungsanlage, sondern auch als Residenz, Schule, Truppenunterkunft oder als Gefängnis. 1995 wurde die Anlage restauriert und zu einem Museum umgebaut.

## Geschichte
Am 19. April 1242 erlaubte der päpstliche Legat Wilhelm von Modena dem Livländischen Orden, in der Nähe der Venta eine Burg, eine Festung oder eine Stadt zu errichten (buwene eyn borgh oder eyn Vestunge oder eyn Stat). In dieser Vereinbarung wurden die Ländereien rund um die Venta-Mündung Eigentum des Ordens erklärt aber auch die Regeln für die spätere Aufteilung der kurischen Ländereien festgelegt und die Erlaubnis zur Errichtung der Burg Goldingen (lettisch Burg Kuldiga) erteilt.
Erstmals urkundlich erwähnt wurde die Burg und die Komturei Windau in einer Urkunde des Landmeisters Baltasar Holte über die Einkünfte der Burgen Ventspils, Kuldiga und Embūtes.
1290 war der Bau der Burg vollendet und die Komturei Ventspils wurde von der Komturei Goldingen unterstellt.
Im Laufe des 14. Jahrhunderts wurde die Burg nach und nach ausgebaut und ein Innenhof errichtet. Aus dem Jahr 1369 sind erste Wappen und Siegel von Ventspils erhalten. Visitationen aus den Jahren 1448 und 1451 geben Auskunft über Lebensmittel, Waffen und Anzahl der in der Burg lebenden Ritterbrüder.
Beginn des 16. Jahrhunderts wurde der Turm der Burg erhöht, die Räume im ersten und zweiten Stock erhielten eine Gewölbedecke, die größeren Räume und die Kapelle wurden mit Wandmalereien ausgestattet und eine Vorburg aus Holz und Steinen errichtet.
Im Zweiten Nordischen Krieg wurde die Burg 1659 durch schwedische Truppen zerstört, aber nach kurzer Zeit wieder aufgebaut, die gemauerten Gewölbe wurden zum Teil durch einfachere Holzbalkendecken ersetzt.
Nach dem Wiederaufbau wurde die Kapelle eine Lutheranische Kirche, nach dem Frieden von Nystad kam Schwedisch-Livland an das Russische Kaiserreich Teil der Russifizierungsbemühungen waren auch die Ansiedlung russischstämmiger Bevölkerung und die versuchte Bekehrung zur russisch-orthodoxen Kirche. Weswegen die Kapelle der Burg ab 1845 zu einer russisch-orthodoxen Kirche wurde, der Rest der Burg blieb bis ins Jahr 1832 ungenutzt, danach wurde ein Stockwerk umgebaut und bis ins Jahr 1959 als Gefängnis genutzt. Nach dem Zweiten Weltkrieg wurde die Burg für unterschiedliche Verwaltungsdienste verwendet, so war bis in die 1980er Jahre eine Einheit der sowjetische Grenzpolizei in der Burg stationiert.
Ab 1997 fanden umfangreiche Renovierungsmaßnahmen statt, 2001 konnte im ersten Stock des Konventsgebäudes eine Ausstellung des Ventspils Museum eröffnet werden, in den nächsten Jahren wurden die Arbeiten fortgesetzt, so ist inzwischen der Turm bis in den obersten Stock zugänglich und ermöglicht einen Panoramablick über die Stadt, während in anderen Teilen der Burg Konzerte und Kunstausstellungen stattfinden.

## Architektur
Die ursprüngliche Ordensburg wurde als Festung mit Turm und Burgmauer mit Innenhof erbaut um neben den Ordensrittern, Truppen und Versorgungsgüter unterbringen zu können. Der Turm verfügte zunächst nur über zweit Stockwerke und einem Waffenlager im Dachgeschoss, im Laufe der Zeit wurde der Turm um einen dritten und vierten Stock erhöht und schließlich auf fünf Stockwerke erweitert.
Nach den Zerstörungen im Polnisch-Schwedischen Krieg blieb nur der freistehende Turm erhalten, beim Wiederaufbau erhielt die Burg ihr heutiges Aussehen. Der Turm wurde um ein klosterähnliches Konventsgebäude mit einem
rechteckigen Innenhof ergänzt. 1798 erhielt das Turmdach eine barocke Turmspitze. Im Inneren kam es im 19. Jahrhundert zu einigen Veränderungen: Einige größere Innenräume wurden in kleinere Gefängniszellen abgetrennt.
Bis zum heutigen Tag ist der 1. Stock und der Turm immer noch unverändert im Originalzustand erhalten.

## Museum
Heute ist die Burg Teil des Museums Ventspils, die Ausstellung ist in zwei Bereiche aufgeteilt. Der erste Teil ist die virtuelle Ausstellung „Lebendige Geschichte“, der zweite Teil sind die Präsenz-Ausstellungen im Schloss. Das Konzept der Ausstellung wurde 1999 von Arnis Radiņš erstellt, das Personal des Museums war in den folgenden drei Jahren aktiv an der Erweiterung und der Erhöhung des Detaillierungsgrades beteiligt. Von 2000 bis 2002 wurde die künstlerische Gestaltung des ersten Teils der Ausstellung von der Stiftung der Jānis-Rozentāls-Kunsthochschule aus Riga übernommen.

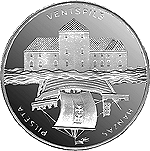
Gedenkmünze aus der Serie Hansestädte

Das Museum befasst sich hauptsächlich mit der Geschichte der Stadt, des Hafens und der Region Ventspils. Gemäß dem Konzepts des Museums sollen sich die Besucher nicht nur durch die ausgestellten Objekte informieren, sondern auch moderne Informationstechnologien nutzen. Themen sind unter anderem die Frühgeschichte der Region Ventspils, Die Kultur der Letten, Kuren und Liven in der Region von Beginn der 13. Jahrhunderts bis zum 19. Jahrhundert, die Handwerkstraditionen insbesondere der Holzschnitzer in der Stadt, das Leben auf der Burg und den Gutshöfen.
Die Zentralbank von Lettland brachte im Jahr 2000 eine Silber-Gedenkmünze ihrer Serie Hansestädte heraus, auf der die Burg Ventspils abgebildet ist.